# علم المنهج
علم المنهج (بالإنجليزية: Methodology) وتُنقحر من اللاتينية إلى الميثودلوجيا، هي مصطلح للإشارة إلى المنهج المتّبع في كتب أو أبحاث معينة. المنهج هو سياسة أو منظومة المبادئ في التعامل الدراسي والتحليلي لحل مشكلة ما، ذات مكونات منها الأطوار والمهام والطرق والأساليب والأدوات.